# Camp fantasma
En física teòrica, els camps fantasmes de Faddeev–Popov (també anomenats camps fantasmes o, simplement, fantasmes) són camps ficticis addicionals introduïts en teories quàntiques de camps de gauge per tal de mantenir la consistència de la formulació de la integral de camins. Reben el seu nom dels físics russos Ludvig Faddéiev i Victor Popov.
El terme fantasma s'utilitza també de forma més general en física teòrica (tal com es descriu a sota).

## Motivació
Els camps fantasmes de Faddeev–Popov són introduïts per garantir el requisit que les solucions de la formulació d'integral de camins en teories quàntics de camps siguin inequívoques i no-singulars. Això no és possible quan una simetria de gauge és present car no hi ha cap procediment per a seleccionar una solució determinada d'entre tota la gamma de solucions físicament equivalents, relacionades per una transformació de gauge. El problema apareix pel fet que les integrals de camí fan un comptatge doble de configuracions de camp relacionades per simetries de gauge, car aquestes corresponen al mateix estat físic. La mesura de les integrals de camí conté un factor que no permet obtenir resultats directament a partir de l'acció original per mitjà dels mètodes usuals (p. ex. diagrames de Feynman). És possible, tanmateix, modificar l'acció de manera que els mètodes estàndards siguin aplicables tot afegint camps addicionals, anomenats camps fantasma, els quals trenquen la simetria de gauge. Aquesta tècnica és anomenada "procediment de Faddeev–Popov" (vegeu també quantificació de tipus BRST). Els camps de fantasma són una eina computacional en la mesura que no corresponen a cap partícula real en estats externs: només apareixen com a partícules virtuals en diagrames de Feynman – o com a configuracions absents de gauge. Tanmateix són necessaris per a conservar unitarietat.
La forma exacta de la formulació dels camps fantasmes depèn del gauge particular escollit, tot i que al final idèntics resultats físics han de ser obtinguts utilitzant qualsevol gauge. El gauge de Feynman-'t Hooft és normalment el més senzill, i és assumit a la resta de l'article.

## Característiques
Els fantasmes de Faddeev–Popov violen el teorema que relaciona l'espín amb l'estadística, fet que confirma que no es puguin considerar com a partícules físiques reals. Per exemple, en les teories de Yang-Mills (com la cromodinàmica quàntica) els fantasmes són camps escalars complexos (d'espín 0), però que anti-commuten (com els fermions). En general, els fantasmes no-commutatius són associats amb simetries fermiòniques, mentre que els fantasmes que commuten ho són amb simetries bosòniques.
Cada camp de gauge té un fantasma associat, i quan el camp de gauge adquireix una massa via el mecanisme de Higgs, el camp fantasma associat adquireix la mateixa massa (només en el cas del gauge Feynman-'t Hooft).
Els fantasmes apareixen en diagrames de Feynman com a bucles tancats composts de 3 vèrtexs, units a la resta del diagrama via una partícula de gauge a cada tri-vèrtex. La seva contribució a la matriu S cancel·la de forma exacta (en el gauge Feynman-'t Hooft) per una contribució d'un bucle similar de partícules de gauge. El signe oposat de la contribució fantasma i dels bucles de gauge és degut a la seva natura (fermiònica/bosònica) contrària. (Els bucles tancats de fermions tenen un −1 extra associat amb ells; que no és present per als bucles bosònics.)

## Lagrangià del camp fantasma
El lagrangià dels camps de fantasma {\displaystyle c^{a}(x)\,}en teories–de Yang-Mills (on {\displaystyle a} és un índex en la representació adjunta del grup de gauge) ve donat per l'expressióː 
{\displaystyle {\mathcal {L}}_{\text{ghost}}=\partial _{\mu }{\bar {c}}^{a}\partial ^{\mu }c^{a}+gf^{abc}\left(\partial ^{\mu }{\bar {c}}^{a}\right)A_{\mu }^{b}c^{c}\;.}
El primer terme és un terme de tipus cinètic per a camps escalars complexos, i el segon terme descriu la interacció amb els camps de gauge. Cal notar que en teories de gauge abelianes (com l'electrodinàmica quàntica) els fantasmes no tenen cap efecte car {\displaystyle f^{abc}=0} i, per tant, els camps fantasma no interaccionen amb els camps de gauge.

## Fantasmes generals en física teòrica
Els fantasmes de Faddeev–Popov són a voltes anomenats "bons fantasmes". Els "fantasmes dolents" tenen un altre significat, més genèric, en física teòrica i fan referència a estats de norma negativa (o a estats amb signe incorrecte del terme cinètic, com els fantasmes de Pauli–Villars) l'existència dels quals permet probabilitats negatives que violen unitarietat.
Les partícules del camp fantasma poden obtenir la simetria de gauge dels camps associats o trencar-la. Les partícules de fantasmes "bons" adquireixen la simetria sense canviar el Lagrangià en una transformació de gauge, mentre que les partícules de fantasmes "dolents" trenquen la simetria aportant la matriu G no-abeliana que canvia la simetria (que era la principal motivació per a introduir originalment les derivades covariants i contravariants).